# Concattedrale di San Pietro apostolo (Spalato)
La concattedrale di San Pietro (in croato: Konkatedrala Svetog Petra) si trova a Spalato, in Croazia, ed è concattedrale dell'arcidiocesi di Spalato-Macarsca.

## Storia
La costruzione della concattedrale di San Pietro ha avuto inizio nel dicembre del 1979 con la benedizione della prima pietra, portata dalla vecchia chiesa croata di San Pietro a Salona, ed è stata completata nel 1980. La benedizione del centro pastorale è stata celebrata nel 1983. La chiesa è stata elevata a concattedrale l'11 maggio 1987 per decisione della Santa Sede. Il 27 luglio dello stesso anno la chiesa è stata dedicata.